# آوالتین
آوالتین (به انگلیسی: Ovaltine) با نام اصلی اووامالتین نام برندی سوئیسی است که در زمینهٔ تولید طعم‌دهنده برای شیر خوراکی فعالیت می‌کند. آوالتین از ترکیب عصارهٔ مالت، شکر، آب‌پنیر و در بعضی موارد کاکائو درست می‌شود.

## نگارخانه

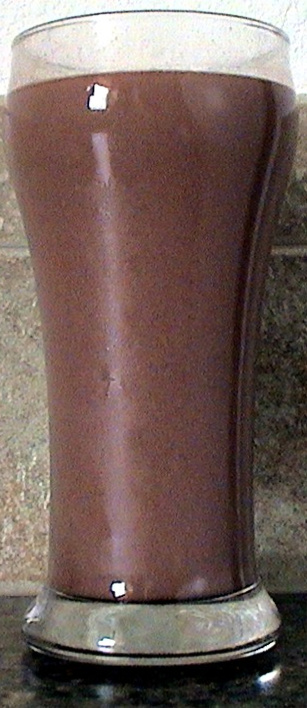
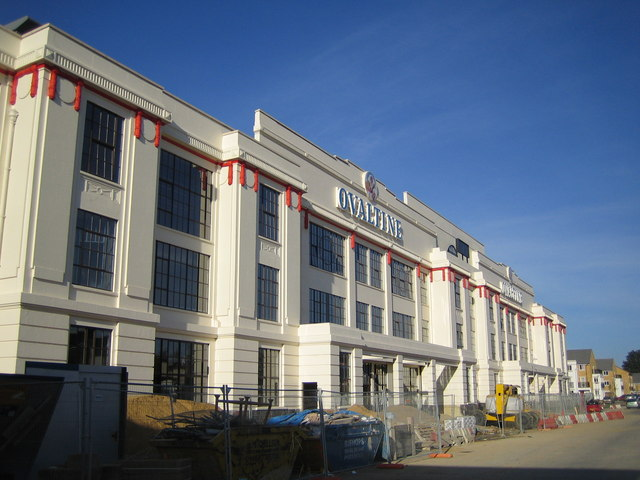
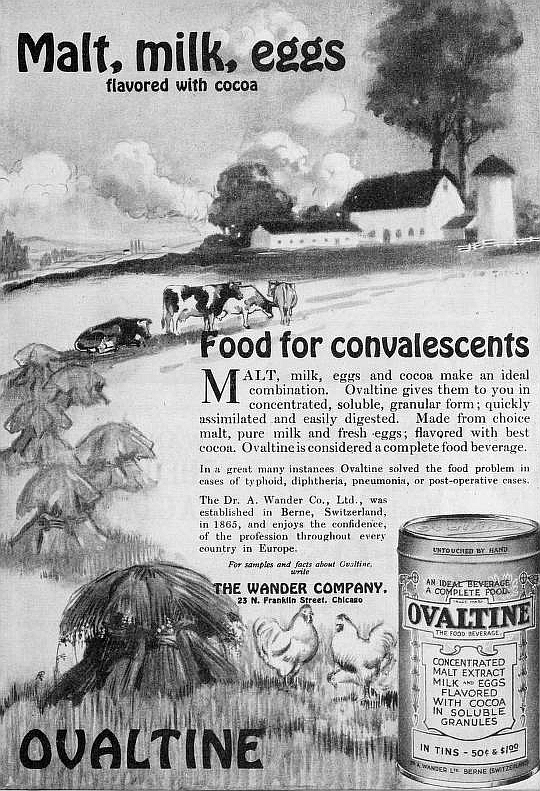
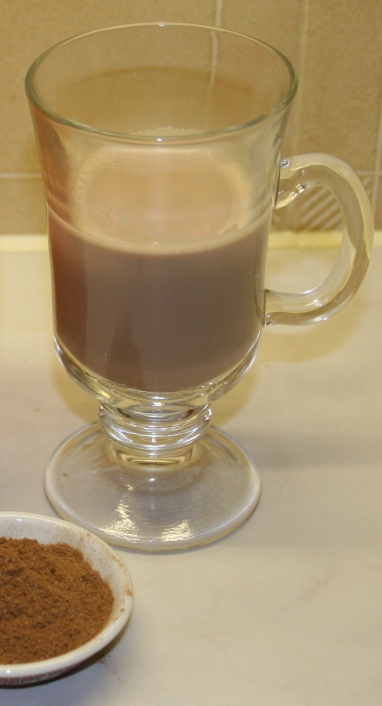